# Гваймар II (герцог Амальфійський)
Гваймар II, герцог Амальфійський (1047—1052), разом з батьком герцогом Мансо III правили під сюзеренітетом князя Салернського Гваймара IV.
Його дядько Іоанн III у 1052 змістив Мансо III та Гваймара II.